# Kutyák hasnyálmirigy-gyulladása
A kutyák hasnyálmirigy-gyulladása egy gyakori betegség. Heveny változata az életet veszélyezteti, a krónikus gyulladás folyamatosan rombolja a hasnyálmirigy működését és a szervezet egészét. Az egyszer már lezajlott heveny gyulladás hajlamos a kiújulásokra.

## A betegség okai
A betegséget gyakorta a kutyák helytelen táplálása, a túl sok zsírt tartalmazó házikoszt, a túltápláltság és kövérség váltja ki. Cushing-szindróma, pajzsmirigy alulműködés, hiperlipidémia, vesebetegség fennállása is mind önálló rizikófaktor. Előfordulhat, hogy fel nem ismert hasnyálmirigy daganat áll a gyulladás hátterében. A betegség oka többnyire kideríthetetlen.

## A heveny betegség tünetei
A heveny gyulladás akár egyik óráról a másikra is kialakulhat. A kutya nem eszik, folyamatosan hány, magas láz alakulhat ki. Jellemző tünet a hasmenés, mely igen bűzös is lehet ebben az állapotban. A kutya néhány óra alatt leesik a lábáról, akár a teljes járásképtelenségig. Közömbössé és érdektelenné válik. A betegség szinte elviselhetetlen fájdalommal jár, ha a kutya még képes járni, a hátát púpozva megy, mintha folyamatosan székelni akarna.
Az enyhe megbetegedés sokszor különösebb tünetek nélkül zajlik és spontán gyógyul, a súlyos megbetegedés viszont szöveti nekrózist, több belső szerv működésének leállását (pl. veseleállás és teljes vizeletkimaradás, súlyos májműködési zavarok), sokkos állapotot, az állat elpusztulását okozhatja.
Az első tünetek megjelenése után pár órával is már bekövetkezhet a sokkos állapot.

## Vizsgálat és kezelés
A heveny gyulladás az életet veszélyeztető állapot, azonnali orvosi kezelésre, vagy még inkább állatkórházi felvételre van szükség.
A vizsgálat általános fizikális vizsgálatból, és laborvizsgálatból áll. Előbbinél külön ki kell térni a nyálkahártyák vizsgálatára, ezzel az esetleges rossz kapilláris töltődést lehet vizsgálni. A száj rózsaszín nyálkahártyáját ujjal megnyomás után figyelni kell az elfehéredés utáni visszavörösödés idejét. Ha ez több másodpercig tart, az a kialakuló keringési sokk tünete lehet. Szintén erre utalhatnak a hideg fülek és végtagok, elesett állapot, kapkodó légzés, gyors pulzus. A szemfehérje sárgás elszíneződése  súlyos tünet. Hasi betapintással fel lehet térképezni a fájdalom helyét és mértékét. A hasi izomvédekezés, vagy a púpozott háttal járás igen erős fájdalomra utal.
A rutin laborvizsgálat során külön ki kell térni az amiláz és lipáz szintjének meghatározására, akárcsak a májműködés és a veseműködés ellenőrzésére. Ultrahang vizsgálat célszerű az esetleges okok (pl. daganat, tályog) feltárásában.
Elsődleges fontosságú az infúziós folyadékpótlás, a hányinger és a fájdalom csillapítása. Az első napokban szájon keresztül nem szabad táplálni, a folyadékot is infúzióban kell kapnia. A heveny és súlyos gyulladás gyakran sokszervi elégtelenséget, májműködési zavarokat, vagy akár teljes veseleállást okozhat, ezeket értelemszerűen kezelni kell. A szövődmények elkerülésére gyakorta antibiotikum adására kerül sor, bár az esetek nagy részében nem bakteriális fertőzés áll a betegség hátterében.
Sajnos előfordulhat, hogy a leggondosabb kezelés ellenére sem lehet a beteg állatot életben tartani, főként ha szövődmények jelentkeztek.
Az állat akkor adható haza, ha laborértékei javulnak, láztalanná válik, járóképes, valamint elfogadja az ételt és vizet hányás nélkül. Javulás esetén lassan és fokozatosan kell visszatérni a szájon át való táplálásra, szigorúan zsírszegény, de magas szénhidráttartalmú diétával. Az ételt sokszor, de kis adagokban kell adni. Megfelelő étel ilyenkor a pépessé főzött rizs, benne darált csirkemell, reszelt répa, kevés só, zsírmentes túró. Magas zsírtartalmú sajt és sertéshús nem adható. A betegségen átesett állat a továbbiakban soha többé nem etethető magas zsírtartalmú táplálékkal. B vitamin komplex és májvédő készítmény adható az állatorvos beleegyezésével.

## A krónikus gyulladás és kezelése
A krónikus gyulladás jelentkezhet önállóan, vagy akut gyulladás maradványaként. Tünetei hasonlóak az akutéhoz, de jóval kisebb mértékűek. Étvágytalanság, gyakori szellentés, időnkénti hányás, hasmenéses, zsíros széklet jelentkezhetnek. A kutya esetenként nem viseli a hasa megnyomását a fájdalom miatt. A gyulladás folyamatosan rombolja a hasnyálmirigy szövetét, a tünetek lassan romlanak, esetenként cukorbetegség alakulhat ki. Gyakori, hogy a krónikus betegség akár egy egyszeri nagyobb étkezéstól az életet veszélyeztető akuttá válik.
Szigorúan zsírszegény diéta szükséges, májvédő gyógyszerek, B vitamin komplex adható. Cukros étel adása is kerülendő (egészséges kutyák esetében is). Kifejezetten a betegség kezelésére kialakított gyógytápok is kaphatók.

## A betegség és a kiújulások megelőzése
A kutya alacsony zsírtartalmű ételekkel való táplálása szükséges. Kolbász, szalonnavég, felvágott, zsíros szaft, stb. nem alkalmas kutyák táplálására. Az egyszer már a betegségen átesett kutyák esetén a komoly étrendi megszorítás elengedhetetlen. A betegség esélyét növelő rizikófaktorokat csökkenteni kell (pl. túlsúly, túl magas trigliceridszint), a szintén rizikófaktornak számító alapbetegségeket kezelni kell (pl Cushing-szindróma, veseproblémák). Sajnos előfordulhat, hogy a betegség minden elővigyázatosság ellenére kiújul és végzetessé válik.